# HMS Magnificent (1767)
HMS Magnificent (1767) — 74-пушечный линейный корабль третьего ранга. Первый корабль Королевского флота, названный Magnificent (Великолепный).

## История постройки
Построен в Дептфорде. Вступил в строй 20 июля 1767 года. Относится к типу Ramillies строившемуся для обновления флота и замены кораблей, потерянных во время Семилетней войны. Участвовал в Американской революционной и Наполеоновских войнах, потерян во время блокадной службы у французских берегов.

## Служба
21 декабря 1779 года, вблизи Гваделупы, HMS Magnificent вместе с 74-пушечными HMS Suffolk и HMS Vengeance, и 64-пушечным HMS Stirling Castle, под командой контр-адмирала Джошуа Роули, наткнулись на 32-пушечные французские фрегаты Fortunée и Blanche и 28-пушечный Elise. Французские корабли были в плохом состоянии, их команды ослаблены, и поэтому они не могли уйти от значительно превосходящих британских сил. Blanche была настигнута и захвачена вечером 21-го; Fortunée, сбросив пушки со шканцев за борт, продержалась немного дольше, но наконец была взята рано утром 22 декабря, за час до Elise. 
Во время Американской войны за независимость корабль в составе флота Родни в Карибском море, участвовал в боях при острове Гренада в 1779, при Мартинике в 1780 и при островах Всех Святых в 1782 году. Во время Наполеоновских войн в основном осуществлял блокаду побережья Франции. Между 1798 и 1800 годами прошел полный капитальный ремонт, для продления службы и улучшения возможностей в осуществлении ближней блокады.

## Гибель
Утром 25 марта 1804 года, на блокадной позиции у французского порта Брест, выскочил на необозначенный на карте риф в группе Черных скал, вблизи порта, и стал быстро принимать воду. Другие корабли блокадной эскадры подошли и сняли большую часть команды, остальные перешли в шлюпки; корабль затонул в 10:30 утра, всего через полтора часа после посадки на риф. Хотя вся команда была спасена, один катер с 86 спасенными оторвался от эскадр и был выброшен на французский берег. Люди попали в плен, где провели 10 лет. Капитан Уильям Джервис позже доложил об ущербе на сумму £1500 в результате крушения.